# Jaroslav Filip
Jaroslav Filip (22. června 1949 Hontianske Moravce – 11. července 2000 Bratislava) byl slovenský hudebník, skladatel, humorista, dramaturg, herec a zanícený propagátor Internetu s neobyčejně širokým spektrem osobních aktivit.

## Život
Narodil se v učitelské rodině.
Počátkem 60. let 20. století studoval na konzervatoři v Bratislavě. V tomto období byl velkým obdivovatelem Deža Ursínyho a jeho skupiny Beatmen. Ve studiu pokračoval kvůli špatnému prospěchu na konzervatoři v Žilině.
Po jeho absolvování hrával v bratislavském vysokoškolském klubu „Véčko“ se skupinou Petra Lipy Blues Five. Zúčastnil se s ní í pražského beatového festivalu v roce 1969. Určité období pracoval v umělecké agentuře Slovkoncert. později studoval na VŠMU dramaturgii a scenáristiku, kde v roce 1976 promoval.
Významná byla jeho spolupráce s Dežem Ursínym, společně nahráli album Dežo Ursiny & Provisorium, později i další. Stejně tak plodně spolupracoval s dvojicí komiků Milan Lasica & Július Satinský, se kterými nahrál alba Bolo nás jedenásť (1981), S vetrom o preteky (1982), My (1987) a Sťahovaví vtáci (1990). Spolu realizovali i kabaret Ktosi je za dverami a vícero divadelních projektů.
V první polovině 80. let 20. století let byl členem populární skupiny YPS.
Počátkem 90. let 20. století s ním také začal spolupracovat zpěvák, textař, skladatel a showman Richard Müller. Během sedmi let se podepsali pod vícero hitů: Milovanie v daždi, Cigaretka na 2 ťahy, LSD, Daňový únik, Spočítaj ma, 24 hodín denne, Cez okno...
Jako člen tvůrčího tandemu skupiny slovenských humoristů (Štefan Skrúcaný, Miroslav Noga, Zuzana Tlučková, Rasťo Piško, ujo Imro a Stano Radič) vyjadřoval prostřednictvím televizních a rozhlasových programů názory na společenské dění v 90. letech 20. století.
Byl znám také jako zanícený fanoušek a propagátor internetu, prostřednictvím dial-upového připojení byl online už od poloviny 90. let 20. století, tedy v době, kdy byla rozšíření internetu na Slovensku velice nízké. Spolu s Robertem Dydou založili v lednu 1997 první (resp. nultý) slovenský internetový magazín Sieťovka. V Rádiu Twist vysílal několik relací. Oblíbená byla hlavně společná talkshow se Stanem Radičem v sobotu dopoledne – Záložňa, ale i Noční vtáci, které vznikaly ve spolupráci s Romanem Kittlerem a později i s jeho starším synem Jarou.
Účinkoval i ve filmu. Typologicky hrál melancholické, vážné postavy, což bylo v jistém kontrastu s jeho civilním životem. Mnozí považuji za vrchol jeho hereckého umění ztvárnění titulní postavy v životopisném filmu Albert (1985).
S manželkou Evou měl tři děti: syny Jara a Lea a dceru Evu. Jeho dcerou je i mladá nekonvenční hudebnice Dorota Nvotová, kterou má s herečkou Annou Šiškovou.
Zemřel za počítačem ráno 11. července 2000 na následky masivního srdečního infarktu, který byl výsledkem nesprávné životosprávy a víry v alternativní léčebné postupy.
Vyšla o něm i životopisná kniha Človek hromadného výskytu (Slovart 2002) od Mariana Jaslovského.

## Dílo

### Hudba

#### Vlastní projekty
- CD – Ten čo hrával s Dežom – 1998, Opus
- CD – Cez okno – 1996, Salvador
- CD – Meditation for Piano – Transmusic
- Meditační hudba s originálními přírodními zvuky

#### Spolupráce s Richardem Müllerem
- CD – RICHARD MULLER/hlas, MICHAL HORACEK/slova, JAN SAUDEK/obrazy – 2000, B+M Music, Universal
- CD – Koniec sveta – 1999, Universal
- CD – Nočná optika – 1998, Polygram
- CD – LSD – 1996, Polygram
- CD – 33 – 1994, BMG Ariola

#### Spolupráce s Milanem Lasicou a Júliem Satinským
- LP – Pred popravou – záznam představení 1979
- LP – Bolo nás jedenásť – 1981
- LP – S vetrom o preteky – 1982
- LP – My – 1987
- LP – Sťahovaví vtáci – 1990

- Deň Radosti – divadelní predstavení Štúdia S, autor a interpret písní, postava klavíristy
- Jubileum – divadelní představení Štúdia S, autor a interpret písní

#### Spolupráce s Dežem Ursinym
- LP Príbeh – 1994, BMG Ariola
- LP Ten istý tanec – 1992, Arta F1
- LP Do tla – 1991, Arta F1
- LP Momentky – 1990, Opus
- LP Na ceste domov – 1987, Opus
- LP Zelená – 1986, Opus
- LP Modrý vrch – 1981, Opus
- LP Nové mapy ticha – 1979, Opus
- LP Pevnina detstva – 1978, Opus
- LP Dežo Ursiny & Provisorium – 1973, Supraphon

#### Filmová hudba
- Film „Rivers of Babylon“ – 1998, Extrémně trpká komedie o dravci, kterého od vás neodděluje žádná mříž (Na motivy stejnojmenného románu Petra Pišťánka, režie: Vlado Balco, produkce : Marian Urban)
- Dokumentární film „Času je málo a voda stúpa“ – 1997, režie: Dežo Ursíny (1995) a Ivo Brachtl
- Film „Čarbanice“ – 1982, režie: Eva Stefankovičová
- Film „Citová výchova jednej Dáši“ – 1980, režie: Jan Zeman

#### Scénická hudba
Hudba k inscenacím činohry Slovenského národního divadla a Nové scény v Bratislavě:
- Kvinteto – 1985
- Dvaja – 1984
- Výnosné miesto – 1984
- Tři sestry – 1984
- Cyrano z Bergeracu – 1983
- Komik – 1983
- Marysa – 1983
- Belasé kone na červenej tráve – 1980
- Pokus o lietanie – 1980
- Leocadia – 1978
  - ... a další

### Rozhlas
- Záložňa: talkshow (ve spolupráci se Stanem Radičem)
- Apropo plus : talkshow (Štefan Skrúcaný, Miroslav Noga, Zuzana Tlučková, Rasťo Piško, Stano Radič)
- Noční vtáci

### Televize
- Apropo TV- televizní verze rozhlasové relace (STV, VTV)
- Reservé (TV Markíza)
- Telecvoking – pokračování Apropo TV (TV Markíza)
- Véčko – TV talkshow s hosty – spolu se Stanem Radičem (TV Luna)
- Kaviareň u Filipa – talkshow s hudebníky (STV)
- Apropo TV New- pokračování úspěšného televizního projektu – už bez Skrúcaného, Nogy, Tlučkové a Piška, ale stále se Stanem Radičem a ve spolupráci s Borisem W. Dobakem, Mirem Kasprzykem, Robem Rothem, Ivem Brachtlem ...

### Divadlo

#### Spolupráce s divadly
- Divadlo U Rolanda
- Divadlo pro děti a mládež v Trnavě
- Divadlo West
- Nová scéna
- Slovenské národní divadlo
- Štúdio S
- Prešovské divadlo

#### Divadelní postavy
- Teta na zjedenie 1978 – Bouda, představení divadla Astorka Korzo '90
- Commune de Paris 1981 – Pepe
- Svadba Krečinského 1981 – Krečinskij
- Hamlet III. 1982 – Fengo
- Charlie 1982 – Zloduch a student
- Ako sme sa hľadali 1983 – voják a učitel
- Kaukazský kriedový kruh 1983 – zpěvák
- Finta 1983 – Tom
- Kvinteto 1985 – klavírista, režie: Blaho Uhlár
- Prostáčik – Gordon, Angličan
- Muž ako muž – Galy Gay
- Kone sa strieľajú – Rocky

### Film
- 1984 Klebetnice – 1978
- 1984 Najatý klaun – 1980
- 1984 Smejeme sa storočiami – 1983 (TV seriál)
- 1984 O sláve a tráve (muž v montérkách), režie: Peter Solan
- 1984 Keď jubilant plače
- 1985 Albert, režie: František Vláčil
- 1987 Nové Pištáčikové dobrodružstvá – (TV seriál)
- 1987 100 x bez slov (TV film)
- 1988 Príbeh písacieho stroja
- 1988 Iba deň (Stano), režie: Michal Ruttkay, Vladimír Štric, Kvetoslav Hečko
- 1988 Chlapská dovolenka
- 1989 Kolotoč
- 1991 Rozprávka rozprávok
- 1991 Rošáda
- 1991 Diabol vo Francúzsku